# Slag om Tripoli (1943)
De slag om Tripoli was een gevecht tussen de Deutsch-Italienische Panzerarmee onder bevel van Erwin Rommel uit Duitsland en Ettore Bastico uit Italië, die de stad in handen hadden, en het Britse 8e leger, onder bevel van Sir Bernard Montgomery. Nadat de geallieerde de stad hadden belegerd, trokken de Duitsers zich terug en konden de geallieerden de stad bevrijden.

## Voorspel
Na de Duitse nederlaag in de Tweede Slag om El Alamein in november 1942, wierp de Duitse commandant Erwin Rommel veel van zijn langzamere Italiaanse eenheden af, hierdoor konden de geallieerde tussen de 30.000-75.000 man gevangen nemen. Nadat Rommel de Italiaanse troepen achter zich had gelaten zetten zijn zinnen op Tunesië. In de 80 dagen trok hij zich 2400 mijl terug door Libië, waarbij hij 130 tanks en 1.000 artilleriekanonnen verloor. Op hetzelfde moment vond Operatie Torch plaats waarbij ongeveer 83.300 Amerikaanse en 23.000 Britse soldaten landden in Frans Noord-Afrika, Marokko en Algerije. Rommel moest voor deze geallieerde troepen Tunesië bereiken om niet afgesneden te worden van zijn bevoorradingshavens.

## Gevechten
Nadat de defensieve positie van Rommel bij Buerat viel op 15 januari, vielen er in een korte tijd meerder steden in geallieerde handen waaronder: Misurata op 18 januari, Homs op 20 januari, El Aziez op de 21ste. Tripoli viel net zoals de andere steden zonder veel gevechten, in de nacht van 22 januari trok Rommel zich terug. De ochtend van 23 januari konden de 1e Gordons, de 51e Highlanders en het 40e Royal Tank Regiment de stad innemen zonder een schot te lossen.

## Nasleep
Rommel trok zich met succes terug naar Tunesië, waar hij werd versterkt met Tiger-tanks en meer infanterie. Maar het was niet voldoende om te winnen, de 1e en 8e Britse Legers fuseerden tot de 18th Army Group; samen met de Amerikanen doorbraken ze de Marethlinie. In mei 1943 gaven ongeveer 50.000 troepen zich over, waarmee een einde kwam aan de Noord-Afrikaanse campagne.